# Rhombophryne laevipes
Rhombophryne laevipes är en groddjursart som först beskrevs av François Mocquard 1895.  Rhombophryne laevipes ingår i släktet Rhombophryne och familjen Microhylidae. IUCN kategoriserar arten globalt som livskraftig. Inga underarter finns listade i Catalogue of Life.